# Lepidoblepharis xanthostigma
Espèce
Synonymes
- Lathrogecko xanthostigma Noble, 1916

Statut de conservation UICN

 LC  : Préoccupation mineure
Lepidoblepharis xanthostigma est une espèce de geckos de la famille des Sphaerodactylidae.

## Répartition et habitat
Cette espèce se rencontre dans le sud du Nicaragua, au Costa Rica, au Panama et en Colombie. Elle vit dans la forêt tropicale humide, dans la forêt tropicale sèche et dans les plantations de cacao.

## Description
C'est un petit gecko diurne d'aspect plutôt longiligne, avec une tête allongée et une queue allongée et relativement aplatie verticalement. Il est de couleur gris-beige, parfois plus sombre tirant sur le gris-brun.

## Publication originale
- Noble, 1916 : Description of a new eublepharid lizard from Costa Rica. Proceedings of the Biological Society of Washington, vol. 29, p. 87-88 (texte intégral).